# Paweł Gościniak
Paweł Gościniak (ur. 23 stycznia 1973 w Krakowie) – polski piłkarz, występujący na pozycji napastnika.

## Życiorys
Junior Hutnika Kraków, w 1990 roku został piłkarzem w seniorskiej drużynie Wisły Kraków. W sezonie 1990/1991 rozegrał trzy mecze w I lidze. Po półroczu gry na wypożyczeniu w Igloopolu Dębica na początku 1992 roku Gościniak wrócił do Wisły. 6 maja zdobył swoją pierwszą bramkę w I lidze, co zdarzyło się podczas zremisowanego 1:1 meczu z Olimpią Poznań. Uczestniczył w kontrowersyjnym, przegranym 0:6 spotkaniu z Legią Warszawa 20 czerwca 1993 roku. Po zakończeniu sezonu 1992/1993 został zawodnikiem Porońca Poronin, a po roku powrócił do Wisły. Znajdował się w kadrze reprezentacji Polski U-21 na Mistrzostwa Europy U-21 1994, ale na turnieju nie zagrał. W sierpniu odszedł do Wawelu Kraków, z którym w 1996 roku awansował do II ligi. W klubie tym występował do 1998 roku, z przerwami na grę w CKS Czeladź i Cracovii. Następnie występował w klubach z niższych lig małopolskich. Karierę zakończył w 2007 roku.

## Statystyki ligowe
| Sezon         | Klub             | Liga     | Mecze | Gole |
| ------------- | ---------------- | -------- | ----- | ---- |
| 1990/1991     | Wisła Kraków     | I liga   | 3     | 0    |
| 1991/1992 (j) | Igloopol Dębica  | I liga   | 2     | 0    |
| 1991/1992 (w) | Wisła Kraków     | I liga   | 5     | 1    |
| 1992/1993     | Wisła Kraków     | I liga   | 17    | 3    |
| 1993/1994     | Poroniec Poronin | IV liga  | ?     | ?    |
| 1994/1995 (j) | Wisła Kraków     | II liga  | 1     | 0    |
| 1994/1995     | Wawel Kraków     | III liga | ?     | ?    |
| 1995/1996     | Wawel Kraków     | III liga | ?     | ?    |
| 1996/1997 (j) | Wawel Kraków     | II liga  | 6     | 0    |
| 1996/1997 (w) | CKS Czeladź      | III liga | ?     | ?    |
| 1997/1998 (j) | Wawel Kraków     | II liga  | 3     | 0    |
| 1997/1998 (j) | Cracovia         | II liga  | 6     | 0    |
| 1997/1998 (w) | Wawel Kraków     | II liga  | 3     | 0    |